# Marcilly (Manche)
Marcilly település Franciaországban, Manche megyében. Lakosainak száma 353 fő (2022. január 1.). Marcilly Saint-Ovin, Isigny-le-Buat, Le Mesnil-Ozenne, Saint-Quentin-sur-le-Homme és Ducey-Les Chéris községekkel határos.

## Népesség
A település népességének változása:
| Lakosok száma | 526  | 424  | 336  | 363  | 359  | 341  | 328  | 324  | 334  | 353  |
|               | 1968 | 1982 | 1990 | 2006 | 2013 | 2015 | 2017 | 2019 | 2020 | 2022 |